# Stara Rzeźnia w Szczecinie

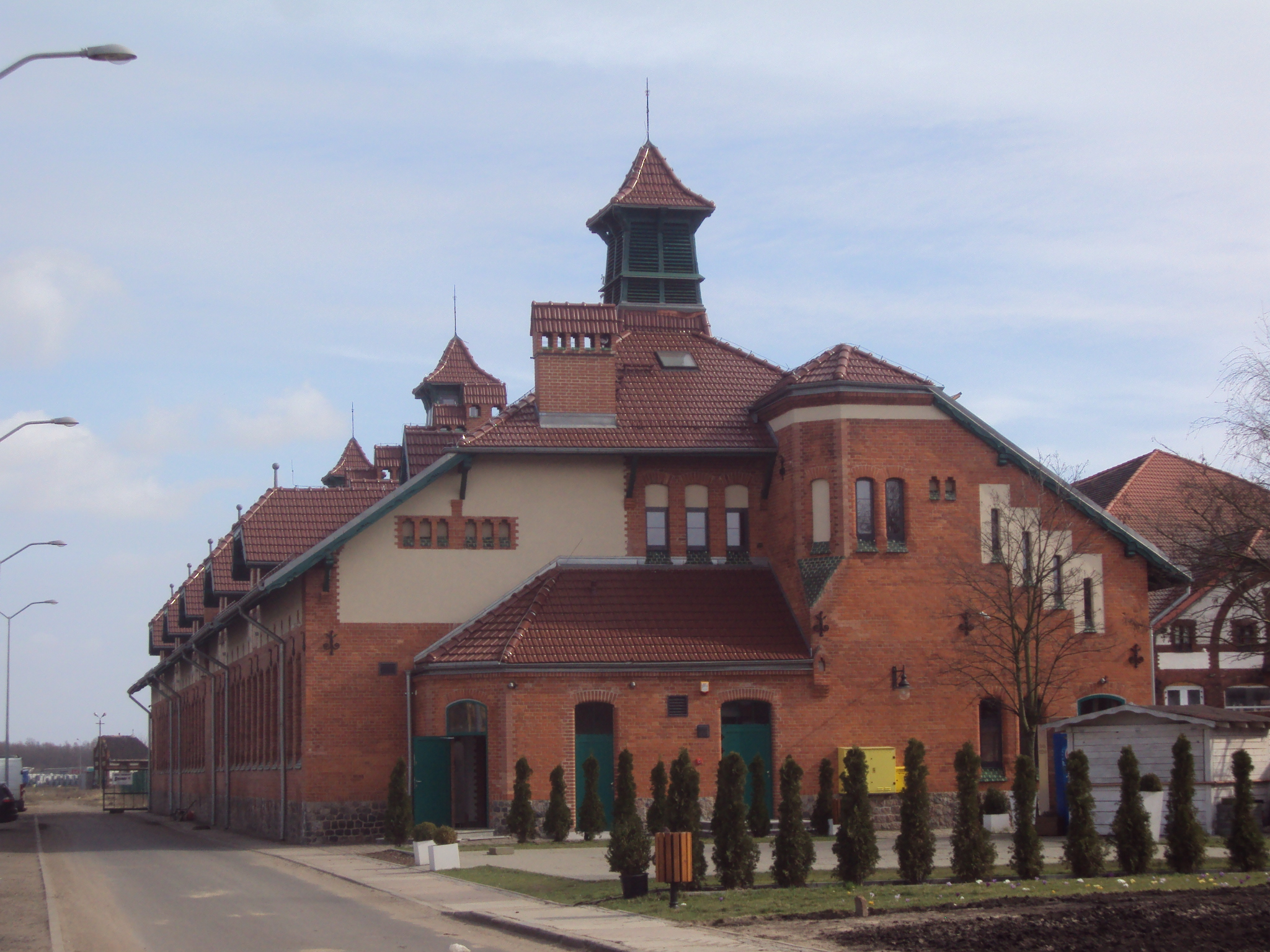
Budynek CKE "Stara Rzeźnia"

Stara Rzeźnia – dawny miejski zakład rzeźniczy, działający w Szczecinie na odrzańskiej wyspie Łasztownia. W jednym z budynków tego kompleksu (przy ul. Tadeusza Wendy 14) mieści się obecnie Centrum Kultury Euroregionu "Stara Rzeźnia".
Zachowany historyczny budynek dawnej rzeźni powstał w latach 1888–1898 w oparciu o projekt Conrada Kruhla i Carla Schmidta. Został wybudowany na terenie wcześniejszej cieślarni miejskiej oraz składów drewna i smoły dla cieśli okrętowych (zob. Albert Emil Nüscke). Zapewniono komunikację tramwajową zespołu rzeźni miejskiej ze śródmieściem poprzez Most Kłodny (wysadzony przez wycofujące się wojska niemieckie w 1945 roku). Po zakończeniu II wojny światowej budynek był użytkowany przez Zakłady Mięsne w Szczecinie (zob. Agryf), a w latach 80. zamieniono go na magazyn. Renowację obiektu przeprowadzono w latach 2013–2014 po zakupieniu go przez firmę CSL Internationale Spedition Sp.z o.o. Pomieszczenia zaadaptowano na salę konferencyjno-projekcyjną „Iluzjon”, restaurację „Stara Rzeźnia”, księgarnię „Kubryk Literacki” i Galerię Szczecińską z kącikiem dla dzieci. Od grudnia 2014 roku w budynku Starej Rzeźni działa Centrum Kultury Euroregionu Stara Rzeźnia.
W Starej Rzeźni odbywają się liczne imprezy kulturalne, w tym cykliczne, np. comiesięczne spotkania w ramach Studium Sztuki, Filozofii i Medycyny, coroczne Dni ulicy Zbożowej i inne.
Z okolic Starej Rzeźni rozciąga się widok na Wyspę Grodzką, Wały Chrobrego i Stare Miasto z Zamkiem Książąt Pomorskich. W pobliżu znajdują się Trasa Zamkowa, gmach Urzędu Celnego, Most Długi, kościół Świętej Trójcy, a na drugim brzegu Kanału Grodzkiego – Elewator Ewa.